# Cyrtanthus brachysiphon
Cyrtanthus brachysiphon är en amaryllisväxtart som beskrevs av Olive Mary Hilliard och Brian Laurence Burtt. Cyrtanthus brachysiphon ingår i släktet Cyrtanthus, och familjen amaryllisväxter.
Artens utbredningsområde är KwaZulu-Natal. Inga underarter finns listade i Catalogue of Life.